# Daihatsu Trevis
De Daihatsu Trevis is een compacte stadsauto gemaakt door de Japanse autofabrikant Daihatsu. Pas vanaf de tweede generatie is dit model in Europa verkrijgbaar. Zowel aan de binnen- en buitenkant zijn verwijzingen te vinden naar zowel de oude als de nieuwe Mini.

## Motor en prestaties
De Trevis beschikt over dezelfde motor als zijn broertje de Cuore, een eenlitermotor met drie cilinders. In de Trevis brengt deze motor 58 pk voort en geeft hij de auto een topsnelheid van 160 km/h. De opgegeven 0-100 km/h-tijd bedraagt 12,2 seconden.